# アレクサンダー・ステュアート (第3代ギャロウェイ伯爵)
第3代ギャロウェイ伯爵アレクサンダー・ステュアート（英語: Alexander Stewart, 3rd Earl of Galloway、1690年頃没）は、スコットランド貴族。1649年よりガーリーズ卿の儀礼称号を使用した。

## 生涯
第2代ギャロウェイ伯爵ジェームズ・ステュアートと2人目の妻ニコラ・グリアソン（Nicola Grierson、サー・ロバート・グリアソンの娘）の息子として生まれた。
メアリー・ダグラス（Mary Douglas、第2代クイーンズベリー公爵ジェームズ・ダグラスの娘）と結婚、6男2女を儲けた。
- アレクサンダー（1670年1月8日 – 1690年9月26日） - 第4代ギャロウェイ伯爵
- ジェームズ（1746年2月16日没） - 第5代ギャロウェイ伯爵
- ジョン（英語版）（1748年4月22日埋葬） - 庶民院議員
- アンドリュー（1699年没）
- ウィリアム（1735年12月24日以降没）
- ロバート
- マーガレット（1709年11月15日没） - 1701年2月23日、第2代準男爵ジョン・クラーク（英語版）と結婚、子供あり
- ヘンリエッタ（1682年頃 – 1763年10月21日） - 1704年11月20日、第12代グレンカーン伯爵ウィリアム・カニンガムと結婚、子供あり

1671年6月に父が死去した後、1681年2月15日に継承者であることが法的に宣言され、ギャロウェイ伯爵の爵位を継承した。
1690年またはその直前に死去、長男アレクサンダーが爵位を継承した。